# Clementine (Halsey)
Clementine è un singolo promozionale della cantante statunitense Halsey, seconda traccia del suo terzo album in studio Manic.
Il brano è stato scritto dalla stessa cantante con Jonathan Cunningham, e prodotto da quest'ultimo.

## Video musicale
Il video musicale della canzone è stato pubblicato il 29 settembre 2019.